# Anders Ohlson
Anders Ohlson (i riksdagen kallad Ohlson i Rolfstorp), född 1 mars 1827 i Äspinge församling, Malmöhus län, död 9 juli 1890 i Rolfstorps församling, Hallands län, var en svensk lantbrukare och riksdagsman.
Ohlson var lantbrukare i Rolfstorp i Hallands län. I riksdagen var han ledamot av andra kammaren, invald i Himle härads valkrets.